# 李·维斯特伍德
李·维斯特伍德（Lee Westwood，1973年4月24日—）是一位英國職業高爾夫球選手。世界排名最高時為第4位。被評為1998賽季和2000賽季的最佳球員。曾經在1997年、1999年、2002年、2004年、2006年和2008年代表歐洲參加萊德盃賽事。他從13歲開始打高爾夫球。已婚，育有2子。在2008年的美國公開賽中，獲得了第三位的成績。

## 外部連結
- 新官方網站 （页面存档备份，存于）